# اکبر خراسانی (نقاش)
اکبر خراسانی (متولد ۱۳۴۰) از نقاشان برجستهٔ افغانستان است. او را در کنار کسانی مثل محمد میمنگی، عبدالغفور برشنا، غلام محی‌الدین شبنم، حفیظ پاکزاد و کریم شاه خان از نقاشان دوران دوم طلائی رئالیسم در افغانستان می‌دانند.